# Molitg-les-Bains
Molitg-les-Bains (auf Katalanisch Molig) ist eine französische Gemeinde mit 248 Einwohnern (Stand 1. Januar 2022) im Département Pyrénées-Orientales der Region Okzitanien. Sie gehört zum Arrondissement Prades und zum Kanton Les Pyrénées catalanes.

## Geographie
Die Gemeinde liegt in den östlichen Pyrenäen, in der Landschaft Conflent, rund 50 Kilometer westlich von Perpignan und fünf Kilometer nordwestlich von Prades. Sie ist Teil des Regionalen Naturparks Pyrénées Catalanes. Nachbargemeinden von Molitg-les-Bains sind:
- Sournia im Norden
- Eus im Nordosten,
- Catllar im Südosten
- Ria-Sirach im Süden,
- Campôme im Westen und
- Mosset im Nordwesten.

Das Gemeindegebiet wird an seiner Südgrenze vom Fluss Castellane flankiert, der in der Nachbargemeinde Catllar in die Têt mündet. Am Fluss befindet sich ein Thermal-Zentrum, der Ort selbst liegt in erhabener Stellung gut hundert Höhenmeter über dem Flussniveau.
Das Gemeindegebiet wird von der Départementsstraße D14 versorgt, die von Catllar nach Mosset und über den Col de Jau ins benachbarte Département Aude führt. Bei Prades erreicht man die Nationalstraße 116 (Perpignan - Spanische Grenze bei Bourg-Madame), außerdem ist hier auch ein Anschluss an die Bahnstrecke Perpignan–Villefranche-de-Conflent (Bahnhof: Gare de Prades - Molitg-les-Bains) gegeben.

## Geschichte
Die Gemeinde hieß ursprünglich Molitg, 1970 wurde sie in Molitg-les-Bains umbenannt.

### Bevölkerungsentwicklung
| Jahr      | 1968 | 1975 | 1982 | 1990 | 1999 | 2009 | 2016 |
| Einwohner | 229  | 164  | 180  | 185  | 207  | 216  | 230  |

## Sehenswürdigkeiten
- Burgruine Château de Paracolls aus dem 10. Jahrhundert
- Dolmen du Coll del Tribe
- Kastell Château de Molitg aus dem 13./14. Jahrhundert
- romanische Kirche Église Sainte Marie aus dem 12./13. Jahrhundert
- Schloss Château de Riell aus dem 19. Jahrhundert, heute ein Hotel

## Thermalquellen
Die Thermalquellen liegen bei den Schluchten des Flusses Castellane. Hier wurde ein komfortables und modern eingerichtetes Thermalbad errichtet.
Indikationen:
- Hautkrankheiten
- Erkrankungen der Atemwege
- Beschwerden des Bewegungsapparates